# 烏魯班巴河

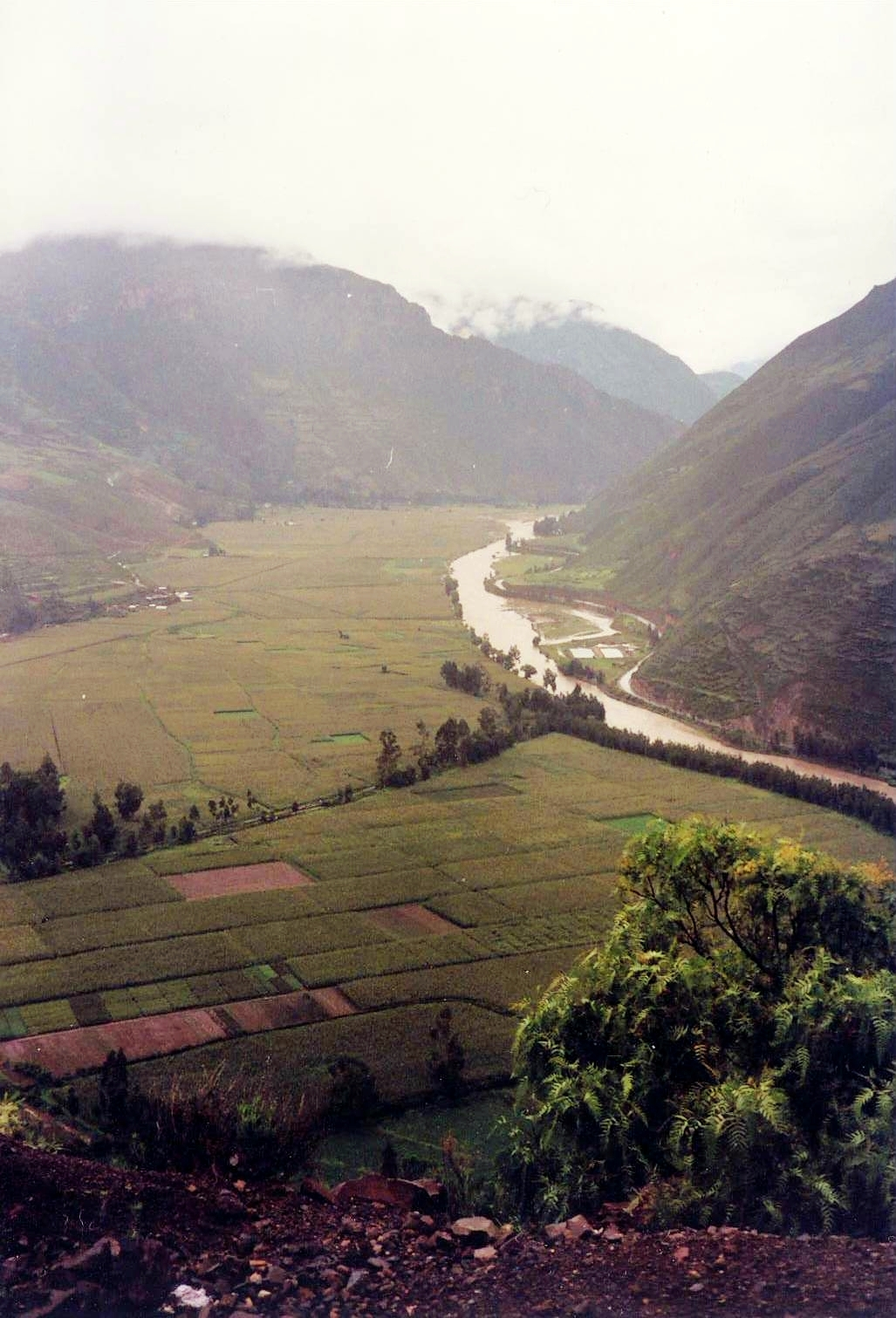
1999年12月拍攝的烏魯班巴河

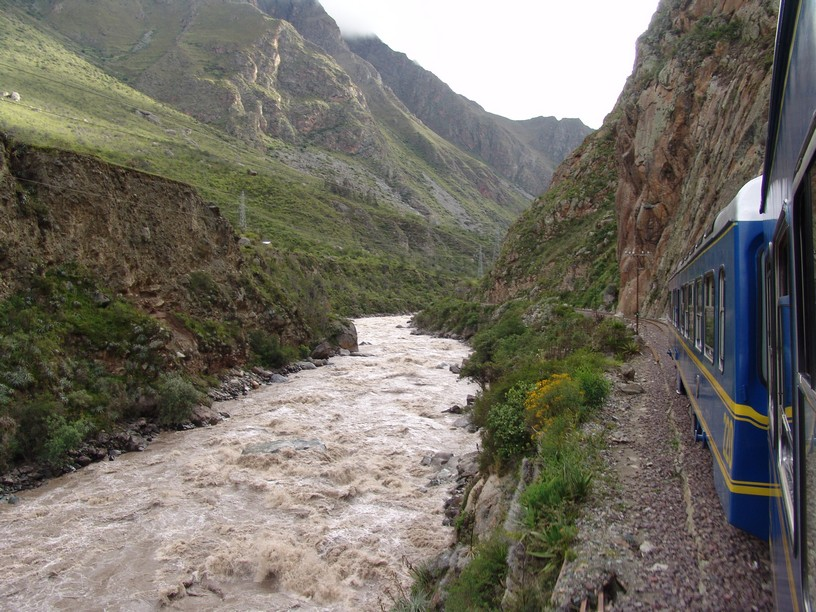
乌鲁班巴河

烏魯班巴河（西班牙語：Río Urubamba），位于秘魯的南美洲河流，是部分可航行的亞馬遜河上游。
中游的急流把烏魯班巴河分為上烏魯班巴河和下烏魯班巴河。
1932年6月2日，英籍地質學家約翰·華特·古格里前往安第斯山脈探險時在烏魯班巴河溺斃。
11°33′16″S 73°8′54.9″W / 11.55444°S 73.148583°W